# 1040
Cette page concerne l'année 1040  du calendrier julien. Pour l'année 1040 av. J.-C., voir 1040 av. J.-C.
L'année 1040 est une année bissextile qui commence un mardi.

## Événements
- 22 mai : les Turcs Ghaznévides sont vaincus à la bataille de Dandanakan, au nord de Merv par les Saljûqides qui occupent le Khorasan. Tchagri-Beg (tr) (1040-1058) puis son fils Alp-Arslan restent au Khorasan pendant que Toghrul-Beg part à la conquête de l’Iran de l’Irak (fin en 1058)[1].

- En Chine, les Liao et les Xia menacent de lancer une campagne conjointe contre les Song. L'administrateur du Shaanxi Fan Zhongyan (989-1052) est chargé de contenir les Xia à la frontière ; un traité est signé en 1044[2].

### Europe
- La victoire de Georges Maniakès à Troina au début de l'année permet la conquête de Syracuse par les Byzantins[3].

- 5 juin : consécration du cimetière et de l'abbaye de Stavelot, une des premières consécration de cimetière[4].
- 18 juin[5] : début du règne du roi Knud II le Hardi, en Angleterre (fin en 1042).
  - À la mort d’Harold Pied de lièvre  de maladie le 17 mars, Canut le Hardi reprend le pouvoir en Angleterre et se comporte comme un tyran. Il exige un danegeld de 32 000 livres qui lui sera versé en 1041[6].
- 21 juin : début du règne de Geoffroy Martel, comte d'Anjou (fin en 1060)[7].

- 14 août : bataille de Bothnagowan ou de Pitgaveny, près de Elgin[8]. Macbeth, général de Duncan Ier et héritier du trône selon la tradition picte, fait assassiner ce dernier qu’il juge un usurpateur et devient roi d'Écosse (fin de règne en 1057)[9].
- Août : bataille de Biwanka, près de Domažlice (Taus). Échec d'une expédition de l'empereur Henri III contre la Bohême[10].

- 1er octobre : mort d'Alain III de Bretagne à Vimoutiers, peut-être empoisonné lors d'une expédition contre la Normandie[11]. Éon Ier de Penthièvre devient comte de Bretagne pendant la minorité de Conan II (fin en 1056)[12].
- 26 octobre : échec du siège de Thessalonique par les Bulgares révoltés contre Byzance, conduits par Pierre Dolianos. La rébellion est écrasée l’année suivante par Michel IV[13].

- Harald Haardraade, futur roi de Norvège après un séjour à Novgorod et à Constantinople, s’empare d’Athènes (1040) ; il participe à la répression de la révolte bulgare de Pierre Deljan[14].
- La Carniole, agrandie de la marche windique depuis 1036, est attesté dans une charte de l'empereur Henri III comme une marche indépendante de la Carinthie au sud de la Save[15]. Pays slovène (slaves), elle est colonisée par les Bavarois qui y constituent une noblesse allemande appuyée sur un clergé de même origine tandis que la population paysanne reste slovène.
- Marche de Iaroslav le Sage contre les Lituaniens[16].